# Carlo Cavaglià
Carlo Cavaglià (Torino, 21 settembre 1926 – Roma, 30 luglio 2011) è stato un giornalista e scrittore italiano.

## Biografia
Giornalista della RAI, caporedattore della redazione Culturale del Tg2 si è laureato in filosofia a Torino ed è stato assistente del filosofo esistenzialista Nicola Abbagnano, il caposcuola dell'esistenzialismo italiano assieme agli altri due assistenti, il prof. Pietro Rossi e il prof. Carlo Augusto Viano.
Ha iniziato l'attività nel campo dell'editoria presso la casa editrice Zanichelli ed è poi passato alla Olivetti. Dopo aver collaborato al quotidiano La Stampa sotto la direzione di Giulio De Benedetti, entrò in RAI per curare la rivista aziendale La nostra RAI alla sede storica di Via Arsenale, 21 a Torino.
Trasferitosi a Roma nel 1969 concentrò il suo impegno nel giornalismo culturale, prima al Telegiornale unificato e poi al Tg2 curando dibattiti, programmi, servizi speciali e rubriche: Ne stiamo parlando, Pro e contro, Dai nostri studi, I libri e per ultimo Amico libro, unica rubrica firmata inserita all'interno del Tg2.
Dopo aver lasciato la RAI è stato vicedirettore della rivista Tempo Presente. Si è dedicato negli ultimi anni all'attività di scrittore ed è autore di sette volumi: Vogliamo vivere, che, sulla base di una inchiesta televisiva, anticipò le problematiche della contestazione giovanile del 1968, Fuoripagina. Percorsi della cultura del '900, Donne e politica, La Sinistra si interroga, Parliamo di educazione e Il pozzo di Babele. Il disagio psichico e le sue cure.
È scomparso il 30 luglio 2011 a 84 anni d'età a Roma.

## Vita privata
Ha sposato la vincitrice della prima edizione di 5000 lire per un sorriso (odierna Miss Italia) del 1939, Isabella Verney. Dal matrimonio ha avuto due figli: Alessandro e Enrico.

## Opere
- Carlo Cavaglià, Fuoripagina, Aporie, 1991,  p. 332, ISBN 9788885192065.
- Carlo Cavaglià, Donne e politica, Luciana Tufani Editrice, 2003,  p. 98, ISBN 88-86780-45-1.
- Carlo Cavaglià, Il pozzo di Babele, il disagio psichico e le sue cure, Falzea Editore,  p. 199, ISBN 978-88-8296-289-0.